# 鄰居峰
54°31′S 36°6′W / 54.517°S 36.100°W
鄰居峰（英語：Neighbour Peak），是南極洲的山峰，位於南喬治亞群島，處於皮爾納峰以西1.9公里的皇家灣，在1971年由英國南極名稱諮詢委員會命名，由英國海外領土管轄。